# Seznam skladeb Giuseppa Verdiho

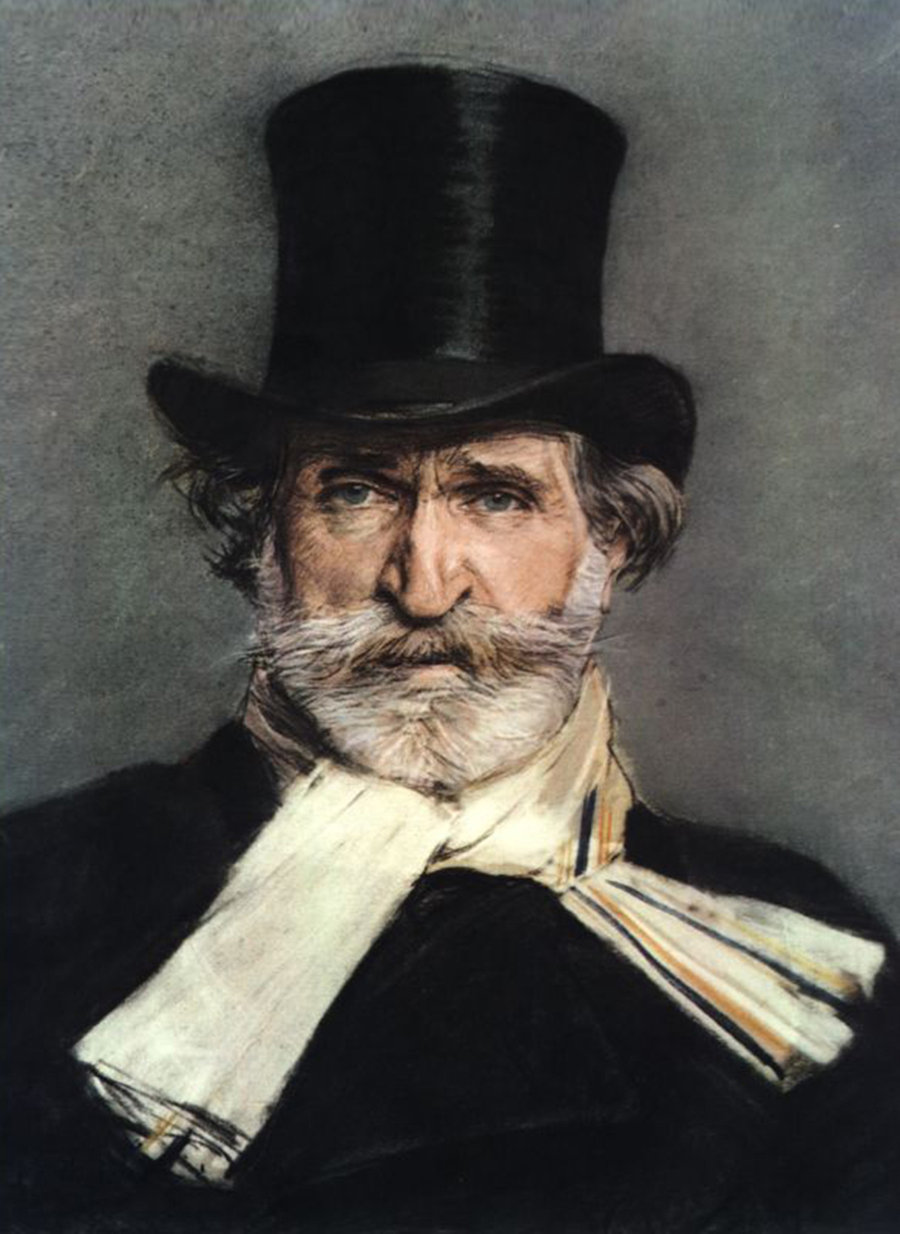
Verdi v roce 1886.

Toto je seznam skladeb Giuseppa Verdiho (1813–1901). Seznam je řazen tematicky dle žánru.

## Opery
- Oberto, Conte di San Bonifacio, drama ve 2 dějstvích, námět Antonio Piazza, revize Temistocle Solera (Milán, Teatro alla Scala, 17. listopadu 1839)
- Un giorno di regno ossia Il finto Stanislao, melodrama giocoso ve 2 dějstvích, námět Felice Romani podle Alexandra-Vincenta Pineux-Duvala (Milán, Teatro alla Scala, 5. září 1840)
- Nabucco, lyrické drama ve 4 dějstvích, námět T. Solera podle Augusta Anicet-Bourgeoise a Francise Cornuea (Milán, Teatro alla Scala, 9. března 1842)
- I Lombardi alla prima crociata, lyrické drama ve 4 dějstvích, námět T. Solera podle Tommasa Grossiho (Milán, Teatro alla Scala, 11. února 1843. Přeloženo do francouzštiny pod názvem Jérusalem, Paříž, Théatre de l’Académie Royale, 26. listopadu 1847)
- Ernani, lyrické drama ve 4 dějstvích, námět Francesco Maria Piave podle Victora Huga (Benátky, Teatro La Fenice, 9. března 1844)
- Oba Foscariové (I due Foscari), lyrická tragédie ve 3 částech di Fr. M. Piave podle George Gordona Byrona (Řím, Teatro Argentina, 3. listopadu 1844)
- Johanka z Arku (Giovanna d'Arco), lyrické drama o 1 prologu a 3 dějstvích, námět T. Solera podle Friedricha Schillera (Milán, Teatro alla Scala, 15. února 1845)
- Alzira, lyrická tragédie o 1 prologu a 2 dějstvích, námět Salvatore Cammarano podle Voltaira (Neapol, Real Teatro di S. Carlo, 12. srpna 1845)
- Attila, lyrické drama o 1 prologu a 3 dějstvích, námět T. Solera podle Zachariase Wernera (Benátky, Teatro La Fenice, 17. března 1846)
- Macbeth, melodrama ve 4 dějstvích, námět Fr. M. Piave a Andrea Maffei podle Williama Shakespeara (Florencie, Teatro della Pergola, 14. března 1847. Nová verze: Paříž, Théâtre Lyrique, 21. dubna 1865)
- Loupežníci (I masnadieri), melodrama ve 4 částech od A. Maffeiho podle F. Schillera (Londýn, Her Majesty’s Theatre, 22 lug. 1847)
- Jérusalem, grand opéra ve 4 dějstvích, námět Alphonse Royer a Gustave Vaez, přepracované de I Lombardi alla prima crociata (Paříž, Théatre de l’Académie Royale, 26. listopadu 1847)
- Korzár (Il corsaro), opera ve 3 dějstvích, námět Fr. M. Piave podle G. G. Byrona (Terst, Teatro Grande, 25. října 1848)
- Bitva u Legnana (La battaglia di Legnano), lyrická tragédie ve 4 dějstvích, námět S. Cammarano podle Josepha Méryho (Řím, Teatro Argentina, 27. ledna 1849)
- Luisa Millerová (Luisa Miller), tragické melodrama ve 3 dějstvích, námět S. Cammarano podle F. Schillera (Neapol, Real Teatro di S. Carlo, 8. prosince 1849)
- Stiffelio, melodrama ve 4 dějstvích, námět Fr. M. Piave podle Émila Souvestra a Eugèna Bourgeoise (Terst, Teatro Grande, 16. listopadu 1850. Nová verze pod názvem Aroldo; Rimini, Teatro Nuovo, 16. srpna 1857)
- Rigoletto, melodrama ve 3 dějstvích, námět Fr. M. Piave podle V. Huga (Benátky, Teatro La Fenice, 11. března 1851)
- Trubadúr (Il trovatore), lyrické drama ve 4 dějstvích, námět S. Cammarano podle Antonia Garcíi Gutiérreze (Řím, Teatro Apollo in Tordinona, 19. ledna 1853)
- La traviata (též Dáma s kaméliemi), opera ve 3 dějstvích, námět Fr. M. Piave podle Alexandra Dumase ml. (Benátky, Teatro La Fenice, 6. března 1853)
- Sicilské nešpory (ital. I vespri siciliani, franc. Les vêpres siciliennes), grand opéra v 5 dějstvích, námět Eugène Scribe a Charles Duveyrier (Paříž, Théatre de l’Académie lmpériale de Musique, 13. června 1855)
- Simon Boccanegra, opera o 1 prologu a 3 dějstvích, námět Fr. M. Piave podle A. G. Gutierreze (Benátky, Teatro La Fenice, 12. března 1857. Vydání a libreto revidoval Arrigo Boito: Milán, Teatro alla Scala, 24. března 1881)
- Aroldo, melodrama ve 4 dějstvích, námět Fr. M. Piave podle Edwarda Bulwer-Lyttona a Waltera Scotta, přepracované Stiffelio (Rimini, Teatro Nuovo, 16. srpna 1857)
- Maškarní ples (Un ballo in maschera), melodrama ve 3 dějstvích, námět Antonio Somma podle Eugèna Scribea (Řím, Teatro Apollo in Tordinona, 17. února 1859)
- Síla osudu (La forza del destino), opera ve 4 dějstvích, námět Fr. M. Piave podle Ángela de Saavedra a Friedricha Schillera (Petrohrad, Carské dvorní divadlo, 10. listopadu 1862. Vydání a libreto revidoval Antonio Ghislanzoni: Milán, Teatro alla Scala, 27. února 1869)
- Don Carlos, grand opéra v 5 dějstvích, námět Joseph Méry a Camille du Locle podle F. Schillera (Paříž, Théâtre de l’Académie Impériale de Musique, 11. března 1867. Přeloženo do italštiny a zkráceno do 4 dějství: Milán, Teatro alla Scala, 10. ledna 1884)
- Aida, opera ve 4 dějstvích, námět A. Ghislanzoni podle C. Du Loclea a Augusta Marietta (Káhira, Operní divadlo, 24. prosince 1871)
- Othello (Otello), lyrické drama ve 4 dějstvích, námět A. Boito podle W. Shakespeara (Milán, Teatro alla Scala, 5. února 1887)
- Falstaff, lyrická ve 3 dějstvích, námět A. Boito podle W. Shakespeara (Milán, Teatro alla Scala, 9. února 1893)

## Komorní hudba
Vokální hudba pro hlas a klavír:
1. Sei Romanze – písňový cyklus (1838)
  1. Non t'accostare all'urna
  2. More, Elisa, lo stanco poeta
  3. In solitaria stanza
  4. Nell'orror di notte oscura
  5. Perduto ho la pace
  6. Pietosa oh addolorata
2. Různé další písně (1839–1869)
  1. L'esule, árie (1839)
  2. La seduzione, romance (1839)
  3. Guarda che bianca luna, nokturno pro hlas s doprovodem da flétny (1839)
  4. Il poveretto, romance (1847)
  5. Suona la tromba pro tříhlasý mužský sbor a orchestr (1848)
  6. L'abbandonata, melodie pro soprán (1849)
  7. Stornello pro Album Piave (1869)
3. Album di sei romanze (též Sei romanze II) – písňový cyklus (1845)
  1. Il tramonto
  2. La zingara
  3. Ad una stella
  4. Lo spazzacamino
  5. Il mistero
  6. Brindisi
4. Smyčcový kvartet e-moll (1873)

## Duchovní hudba
1. Tantum Ergo per basso e orchestra in fa maggiore (1836)
2. Tantum Ergo per tenore e orchestra in sol maggiore
3. Tantum Ergo per tenore e orchestra o organo in sol maggiore
4. Tantum Ergo a voce di basso, považováno za ztracené, ale v roce 2013 byla nalezena kopie autografu (1839)
5. Libera me, Domine, zkomponováno pro plánovanou Requiem per Rossini (Rekviem za Rossiniho), poté upraveno pro Requiem z roku 1874 (1869)
6. Messa da requiem, pro sóla, sbor a orchestr (1874)
7. Pater noster, upravil Antonio Beccari, pro sbor a 5 částech (1880)
8. Ave Maria, upraveno podle Danta, pro soprán s doprovodem smyčců (1880)
9. Quattro pezzi sacri (1887–1897)
  1. Ave Maria, scala enigmatica armonizzata a 4 částech (1898)
  2. Stabat Mater, pro sbor ve 4 částech a orchestr (1898)
  3. Laudi alla Vergine Maria, per 4 hlasy bianche, testo del canto XXXIII del Paradiso di Dante
  4. Te Deum, pro dvojsbor a 4 částech a orchestr (1898)

## Různé kompozice
- Chi i bei dì m'adduce ancora (1842)
- È la vita un mar d'affani, melodie pro hlas a klavír (1844)
- Fiorellin che sorgi appena, pro tenor a klavír (1850)
- La preghiera del poeta, (1858)
- Valzer brilllante in fa maggiore, per pianoforte (1859)
- Inno delle nazioni – hymnus (1862)
- Il brigidino (1863)
- Cupo è il sepolcro e muto, melodie pro hlas a klavír (1873)
- Pietà Signor, pro tenor a klavír na text upravený podle Arriga Boita (1894)

### Rané kompozice
- Předehra k Lazebníkovi sevillskému / Sinfonia per il Barbiere di Siviglia (1828)
- Předehra pro skupinu / Ouverture per banda (1828)
- Sinfonie, arie duetti, concerti per pianoforte (1828–1830)
- I deliri di Saul (1828)
- Pezzi per pianoforte, organo, canto, flétna, clarinetto, fagotto, corno, s doprovodem či orchestrem
- Quattro marce
- Domino, ad adiuvante
- Stabat Mater
- Messa
- Le lamentazioni di Geremia
- Quattro duetti sacri
- Io la vidi
- Cantata per voci ed orchestra
- Il 5 Maggio, a voce sola
- S'ode a destra uno squillo di tromba
- Divertimento per tromba-Recitativo ed Aria-Sinfonia
- Capriccio per corno-Sinfonia-Duetto buffo
- Il tradimento